# Postscript Type 1
Postscript Type 1 zijn lettertypes geïntroduceerd door het Amerikaans bedrijf Adobe in 1984. De belangrijkste eigenschap van deze lettertypes is dat ze schaalbaar zijn. Ze bestaan uit verschillende delen. In elk geval is er de beschrijving van de omtrek van de letters, die opgebouwd is uit Bézierkrommen, en die gewoonlijk wordt opgeslagen in het 'PFA' (printer font ascii) of 'PFB' (printer font binary) bestandsformaat.
Verder is er meestal een bestand in 'AFM' (Adobe font metric) formaat dat aanwijzingen geeft over hoe de letters ten opzichte van elkaar geplaatst moeten worden. Bijvoorbeeld in de lettercombinatie AV worden de A en V dichter bij elkaar geplaatst dan de M en de X in de lettercombinatie MX. Ten slotte werd soms nog een bitmap-versie van de lettervormen meegeleverd, die door intensief hinten was geoptimaliseerd voor weergave op het computerscherm.